# 保守中道
保守中道（ほしゅちゅうどう）あるいは穏健保守（おんけんほしゅ、英: Moderate conservatism）とは、「保守」＋「中道政治」の2つを併せた概念であるが、文脈や場合により、以下のように、様々な異なる意味で使用される。 
概念は遅くとも1980年代から使用され、今現在の2020年代でも使用されているが、以下のように、用いる者により、その指す対象も異なる多様な概念である。
1. 中野晃一を中心とするアジア・パシフィック・イニシアティブの「政党政治検証プロジェクト第2弾『検証 日本の中道保守』」は、政策的な文脈に基づき、宏池会などの「保守本流」を指して「中道保守」と呼び、「戦後保守」の「土台」だったと分析している[3]。
2. 古くは、戦後の占領下に結成された日本進歩党→民主党（1947～1950）[注 1]など、「日本自由党の左、日本社会党右派[注 2]の右」の位置を指して使用され[1]、この人脈的な文脈では、いわゆる「保守傍流」を指す。
3. 森田実は、自公連立政権のことを保守政党である自民党と中道政党である公明党との連立政権という意味で「保守中道政権」と呼んでいる[4]。
4. 玉木雄一郎は、自らが代表を務める国民民主党として「『中道保守』を目指している」と述べている[5]。同党に所属していた前原誠司は、同党や日本維新の会、都民ファーストの会及びファーストの会などを中道保守であるとしている[6]。